# 旧山中家住宅
旧山中家住宅（きゅうやまなかけじゅうたく）は、愛媛県上浮穴郡久万高原町上黒岩にある歴史的建造物である。国の重要文化財に指定されている。

## 概要
この住宅は元来、宇摩郡別子山村（現・新居浜市）にあった。旧・美川村が「愛媛県立岩陰文化の里」整備事業の一環として旧・別子山村より譲り受け、昭和50年（1975年）に移築復元された。
建築年代は江戸時代中期の18世紀中頃から後半と推定されている。屋根は入母屋造り、茅葺きである。外壁は板張りとなっている。
部屋割は大きく三分割されている。正面向かって右より「ざしき」、中央が「おもて」、一番左が「ちゃのま」で「ちゃのま」の奥に「おく」と呼ばれる小部屋がある。「ざしき」「おもて」の前には縁が造られている。「ちゃのま」の左には小さな「どま」が構えられている。このように部屋を直線的に配する間取りは四国地方の山間部に見られる典型的なものである。
移築前の昭和45年（1970年）6月17日に国の重要文化財に指定された。

## 規模
- 桁行：14.752メートル（7間）
- 梁間：7.009メートル（3間半）
- 棟高：7.733メートル
- 床面積：99.537平方メートル

## 利用情報
- 所在地：愛媛県上浮穴郡久万高原町上黒岩1032
- 開館時間：9:00 - 17:00
- 閉館日：毎週月曜日、12/1 - 3/31
- 入場料：無料

## アクセス
- 車：松山自動車道松山ICより国道33号を高知方面に向かい約60分 駐車場あり

## 参考資料
- 現地説明板